# Treat You Better
Treat You Better – pierwszy singiel kanadyjskiego wokalisty Shawna Mendesa, promujący jego drugi album studyjny, zatytułowany Illuminate. Utwór zyskał sporą popularność w większości krajów gdzie uplasował się w top 10 krajowych notowań. Za produkcję piosenki odpowiedzialni są Teddy Geiger, Dan Romer oraz DJ „Daylight” Kyriakides.
12 lipca 2016 roku ukazał się teledysk do singla, który został wyreżyserowany przez Ryana Pallotta.

## Lista utworów
Digital download
- „Treat You Better” – 3:07

CD single
- „Treat You Better” – 3:08
- „Ruin” – 4:00

## Notowania
| Lista przebojów (2016)                    | Najwyższa pozycja |
| ----------------------------------------- | ----------------- |
| Australia (ARIA Charts)                   | 4                 |
| Austria (Ö3 Austria Top 40)               | 4                 |
| Belgia (Ultratop Flandria)                | 17                |
| Belgia (Ultratop Walonia)                 | 15                |
| Czechy (Singles Digitál Top 100)          | 10                |
| Dania (Tracklisten)                       | 4                 |
| Finlandia (Suomen virallinen lista)       | 19                |
| Francja (SNEP)                            | 64                |
| Hiszpania (PROMUSICAE)                    | 16                |
| Holandia (Single Top 100)                 | 8                 |
| Irlandia (IRMA)                           | 8                 |
| Kanada (Canadian Hot 100)                 | 7                 |
| Liban (Lebanese Top 20)                   | 2                 |
| Niemcy (Media Control Charts)             | 4                 |
| Norwegia (VG-lista)                       | 7                 |
| Nowa Zelandia (Recorded Music NZ)         | 11                |
| Polska (AirPlay – Top)                    | 1                 |
| Portugalia (AFP)                          | 7                 |
| Rumunia (Airplay 100)                     | 34                |
| Słowacja (Singles Digitál Top 100)        | 8                 |
| Słowenia (SloTop50)                       | 2                 |
| Stany Zjednoczone (Hot 100)               | 6                 |
| Szwajcaria (Schweizer Hitparade)          | 12                |
| Szwecja (Sverigetopplistan)               | 4                 |
| Węgry (Single (track) Top 40 lista)       | 13                |
| Wielka Brytania (Official Charts Company) | 6                 |
| Włochy (FIMI)                             | 7                 |

| Kraj                     | Certyfikat         | Sprzedaż   |
| ------------------------ | ------------------ | ---------- |
| Australia (ARIA)         | 2× platynowa płyta | 140 000+   |
| Brazylia (ABPD)          | złota płyta        | 50 000+    |
| Dania (IFPI Denmark)     | platynowa płyta    | 60 000+    |
| Hiszpania (PROMUSICAE)   | platynowa płyta    | 40 000+    |
| Holandia (NVPI)          | 2× platynowa płyta | 40 000+    |
| Kanada (Music Canada)    | platynowa płyta    | 80 000+    |
| Niemcy (BVMI)            | złota płyta        | 200 000+   |
| Nowa Zelandia (RMNZ)     | złota płyta        | 15 000+    |
| Polska (ZPAV)            | diamentowa płyta   | 100 000+   |
| Stany Zjednoczone (RIAA) | platynowa płyta    | 1 000 000+ |
| Szwecja (GLF)            | 3× platynowa płyta | 120 000+   |
| Wielka Brytania (BPI)    | platynowa płyta    | 600 000+   |
| Włochy (FIMI)            | platynowa płyta    | 50 000+    |